# Isabel Rilvas
Isabel Manuela Teixeira Bandeira de Melo, também conhecida por Isabel Rilvas GOIH • MPMA • GCSI (Lisboa, 8 de janeiro de 1935), é uma ex-piloto‑acrobata portuguesa, notória por ter sido a primeira mulher paraquedista portuguesa e impulsionadora para a criação das Enfermeiras Paraquedistas.
Foi a primeira piloto‑acrobata da Península Ibérica, bateu o recorde português de voo sem motor e foi a primeira pessoa portuguesa a obter o brevet de balão de ar quente.

## Biografia
Isabel Manuela Teixeira Bandeira de Melo nasceu no dia 8 de Janeiro de 1935, em Lisboa. Era filha dos condes de Rilvas, daí o nome pelo qual ficou conhecida Isabel Rilvas. 

## Percurso
Começou a aprender a pilotar aviões na Escola de Aviação Civil do Aero Club de Portugal (Sintra),em 1953, apadrinhada pelo director das Oficinas Gerais de Material Aeronáutico, Pedro Avilez. Para fazer o curso teve sempre a companhia de Chica uma empregada da familia que fez o papel de dama de companhia dela. 
Conseguiu o brevet de piloto particular de aeroplanos em 1954, posteriormente obteve as licenças equivalentes na África do Sul, Espanha, Itália e Estados Unidos da América, países onde viveu enquanto mulher do embaixador Leonardo Mathias. Torna-se na primeira piloto‑acrobata da Península Ibérica. 
Em 1955, é segunda mulher portuguesa a obter o brevet C que permite pilotar planadores. Vai para França e frequenta o  curso de Instrutor Paraquedista no Solo no Centro de Paraquedismo de Biscarrosse onde é aluna da socorrista do ar Jacqueline Domerge. Lá obtém, em 1956,  brevê de 1.ºgrau de paraquedismo civil e no ano seguinte o de 2.º grau. 
Para poder manter as suas licenças de paraquedista, Isabel tinha de completar um número especifico de saltos, mas foi confrontada com a inexistência de locais onde fosse possível fazê-lo em Portugal. Por isso, pediu à Força Aérea que a autorizasse a saltar na base militar de Tancos, local de treino dos soldados paraquedistas e conseguiu. Foi a primeira pessoa civil a saltar em Tancos no dia 16 de Janeiro de 1957. E também o foi em Luanda (Angola) e em Lourenço Marques no aeroporto de Mavalane, em 1959. 
Isabel efectuou saltos de para-quedas de diversos tipos de aviões, entre eles:  Stampe, Junkers JU52, Dakota, Tiger Moth, Dragon Rapid e Noratlas. 
Enquanto piloto, bate o recorde português de permanência no ar sem motor, ao ficar no ar durante 11horas e 15 minutos, em Alverca, no dia 2 de Julho de 1960. 
Isabel Rilvas é também pioneira no balonismo, ao tornar-se na primeira portuguesa a conseguir o brevet de Balão de Ar Quente, em 1981 nos Estados Unidos. 
Enfermeiras Paraquedistas
Em 1955, ao ir com o pai ver um festival aéreo no aeroporto Le Bourget, entrou em contacto com as Enfermeiras Paraquedistas Socorristas do Ar, da Cruz Vermelha francesa e tem a ideia de criar um grupo de enfermeiras semelhante em Portugal. 
Só consegue fazê-lo em 1961, quando Kaúlza de Arriaga perante o inicio da guerra colonial,  apresenta a ideia a Salazar que autoriza a criação do grupo de enfermeiras. Em Junho desse ano, é dada formação a 11 enfermeiras na base de Tancos, das quais apenas 6 obtêm o brevet, ficando conhecidas como as "Seis Marias".
Do inicio da guerra até ao fim em 1974, o corpo de enfermeiras paraquedistas fez evacuações de soldados e civis nas antigas colónias portuguesas; assistiram feridos em zonas de combate; trabalharam em vários hospitais quer no continente quer nas colónias, nomeadamente em Luanda, Lourenço Marques, Nampula,  Ilha Terceira e Lisboa. 

## Competições
Foi a primeira mulher a fazer acrobacias aéreas da Península Ibérica, tendo entrado em várias competições de festivais da modalidade, pilotando vários tipos de aviões, nomeadamente: o Cessna, o Tiger Moth, o Piper Super Cruiser ou o Colt. Entre as competições encontram-se: 
- 1955 - Fica em 3º lugar na prova de acrobacia aérea no Festival Aeronáutico da Figueira da Foz

- 1956 - Participou na primeira Volta Aérea a Portugal, foi desclassificada devido a uma avaria mecânica

- 1957 - Regressa ao Festival Aeronáutico da Figueira da Foz, onde ganha uma taça na prova livre de acrobacia aérea em segundo lugar na prova de lançamento da mensagem

- 1958 - Fica em primeiro lugar na prova de aterragem de precisão e o segundo lugar na classificação geral no Festival Aéreo do Outono, em Sintra

- 1959 - É a única mulher a competir no I Campeonato Nacional de Acrobacia Aérea (Sintra) e fica em segundo lugar

- 1960 - Volta a ficar em primeiro lugar, no Festival Aéreo do Fim do Ano de Sintra, nas provas de Avaliação de Distâncias e Lançamento de Mensagens

## Reconhecimento
O seu pioneirismo na aeronáutica obteve reconhecimento não só em Portugal, como também a nível internacional:
Portugal
- 1994 - Torna-se Dama da Ordem de Malta [5]

- 1999 - Foi condecorada com a Cruz Pró‑Mérito Melitense da Ordem de Malta [5]

- 2002 - Dama Grã‑Cruz da Real Ordem de Santa Isabel [5]

- 2014 - Foi condecorada pela Força Aérea Portuguesa com a Medalha de Mérito Aeronáutico de 1.ªclasse, entregue pelo chefe do Estado-Maior da Força Aérea [17][3]

- 2015 - A Força Aérea voltou a homenageá-la ao convidá-la para voar a bordo de um avião Chipmunk [7]

- 2017 - Foi agraciada com o grau de Grande Oficial da Ordem Infante Dom Henrique do Estado Português [18]

Internacional
- 1999 - Tem o nome e a frase "for exceptional contributions to aviation", gravados numa pedra de granito na Memory Lane da International Forest of Frendship, no Kansas (EUA), ao pé da árvore dedicada a Portugal [19]

- 2000 - Foi colocada uma placa com o seu nome no Wall of Wings do 99s Museum of Women Pilots, em Oklahoma City (EUA) [5][20]

- 2005 - É primeira e única portuguesa a receber o Diploma Paul Tissander. atribuído pela Federação Aeronáutica Internacional, da qual é membro desde 1958 [21][5]

## Ligações Externas
- Programa Treze RTP - Isabel Rilvas
- 30 minutos - 30 Minutos: Quando as enfermeiras paraquedistas foram à guerra
- Imagens de Isabel Rilvas - Flickr da Força Aérea Portuguesa